# مسعود سعيد ليه (فلم)
مسعود سعيد ليه  فيلم كوميدي وجريمة مصري للمخرج أحمد ثروت عام 1983عن قصة محمد رسمي، وكتب السيناريو والحوار أحمد ثروت. الفيلم من بطولة سعيد صالح، إسعاد يونس، وحيد سيف، علي الشريف، عهدي صادق، وليلى جمال  وتدور الأحداث حول البائع المتجول مسعود الذي يعثر على مبلغ كبير من المال، فيقرر، بعد أخذ مشورة أصدقائه، إعادة المبلغ لصاحبتهُ، إلا أنه يُقْبَض عليه بعدها بسبب مَقْتَل تلك السيدة، وشهادة البواب بوجود مسعود يوم الجريمة. صدر الفيلم إلى دور العرض المصرية في 11 يوليو 1983. الموافق لعيد الفطر 1403 هـ.منح موقع قاعدة بيانات الأفلام العربية "السينما.كوم" الفيلم درجة 5.3/ 10.

## طاقم التمثيل
- سعيد صالح: في دور مسعود سعيد
- إسعاد يونس: في دور سعدية (حبيبة مسعود)
- وحيد سيف: في دور سفروت (السباك)
- علي الشريف: في دور المعلم متولي (صاحب المقهى)
- عهدي صادق: في دور كمال سعيد (شقيق مسعود)
- ليلى جمال: في دور ناهد
- مظهر أبو النجا: في دور عبدالله فؤاد
- سميرة صدقي: في دور حلاوتهم (ابنة المعلم متولي)
- نعيمة الصغير: في دور أم مسعود
- حسني شريف: في دور بندق
- رأفت فهيم: في دور حسن عبدالكريم المحامي
- زيزي مصطفى: في دور الراقصة
- صلاح يحيى: في دور بحر
- نجوى سلطان: في دور سنية
- سيف الله مختار: في دور بواب عمارة القتيلة
- ميرنا لوي: في دور ماتيلدا فانوس (القتيلة)
- يوسف العسال: في دور قائد الطائرة

بالاشتراك مع: محمود الزهيري – أنور حسونة – نصر حماد – أحمد فؤاد زكي – فكري طه – هريدي عمران – مطاوع عويس – يوسف كمال – نادية شمس الدين – نعيم عيسى – صالح الإسكندراني – فاطمة عيد – هيام عبد اللطيف – محمد عبد الفتاح – فايزة عبد الجواد 

## موسيقى وأغاني الفيلم
- فؤاد الظاهري (الموسيقى التصويرية)
- شفيق الشايب (لحن وكلمات أغنية "يا عرباوي")[10]
- فاطمة عيد (غناء أغنية "يا عرباوي")[11]

## أحداث الفيلم
يعمل مسعود سعيد (سعيد صالح) كبائع متجول، يجمع الأشياء القديمة (روبابيكيا) لبيعها، ويعيش مع والدته (نعيمة الصغير) وأخيه كمال (عهدي صادق) الطالب بالسنة الاولى في كلية الحقوق منذ 5 سنوات، ويحب مسعود جارته سعدية (إسعاد يونس). يتفق مسعود مع جاره المعلم متولي (علي الشريف)، صاحب القهوة، على الاشتراك سويا بمدخراتهم في بناء وكالة لبيع الأشياء المستعملة التي يجمعها مسعود، ويشرعوا فعلا في البناء. تقع حلاوتهم (سميرة صدقي)، ابنة المعلم متولي، في حب كمال شقيق مسعود. يستغل السباك الأفاق سفروت (وحيد سيف) أهل الحارة ويعيث فسادا بينهم، وهو مكروه من الجميع. اثناء تجول مسعود لجمع الروبابيكيا، يستدعيه بواب إحدى العمارات (سيف الله مختار)، لمقابلة الساكنة ماتيلدا فانوس (ميرنا لوي) لشراء ما لديها من روبابيكيا، ويعرض عليها مسعود مبلغا من المال، غير أنها تطلب مبلغا أقل، وترفض استغلاله، ويسعد بها مسعود، ويمنح البواب عمولته. يعود مسعود إلى الحارة ويكتشف داخل جيب سرى بإحدى الحقائب القديمة مبلغا 20 ألف جنيه، ويرفض مسعود الاستحواذ على المبلغ، ويبلغ المعلم متولي بما حدث في حضور سفروت. يقترح المعلم متولي إعادة المبلغ لصاحبته، وبالفعل يذهب مسعود ومعه أخيه كمال للسيدة ماتيلدا، ويسلمها المبلغ، وتمنحه مكافأة يسعد بها ويمنح البواب، مرة أخرى، جزء من المال. يهاجم سفروت بيت ماتيلدا ليلاً ويقتلها ويستولى على حقيبة المال، ويبلغ البواب رجال الشرطة بأن آخر من زار القتيلة كان بائع الروبابيكيا مسعود وأخيه كمال. تلقي الشرطة القبض على مسعود وكمال، ويفرج عنهم وكيل النيابة بكفالة ألفين جنيها يجمعها أهل الحارة للإفراج عن مسعود وأخيه كمال. يبدأ مسعود البحث عن القاتل الحقيقى، بينما يطلب سفروت من سعدية التوسط لدى المعلم متولي ليزوجه من ابنته حلاوتهم، لكن المعلم يرفض. تسقط من ملابس سفروت سلسلة ذهبية من ضمن المسروقات، ويوقن مسعود أن سفروت هو القاتل ولكنه كان يحتاج إلى الدليل. يتفق أهل الحارة على الإيقاع بسفروت، وهكذا تتسلل سعدية لشقته وتعثر على الحقيبة، ويشعر سفروت بانكشاف أمره ويلوذ بالفرار ويستقل طائرة خاصة بينما يطارده مسعود وسعدية، وعندما يصاب قائد الطائرة ومساعده بالإغماء يضطر مسعود وسعدية لقيادة الطائرة بمساعدة الطيار الآلي، غير أنهم يفشلوا في الهبوط بها بعد نفاذ الوقود، ولكن الطيار (يوسف عسال) يفيق ويهبط بالطائرة بسلام. يحصل مسعود وأخيه كمال على البراءة، ويعود إلى الحارة في زفة كبيرة.

## وصلات خارجية
- مقالات تستعمل روابط فنية بلا صلة مع ويكي بيانات
- مسعود سعيد ليه على موقع الدهليز
- مسعود سعيد ليه على موقع كاروهات